# Godzilla: Giant Monster March
Godzilla: Giant Monster March is een computerspel voor de Sega Game Gear, gebaseerd op het monster Godzilla. Het spel werd ontwikkeld door Sega, en uitgebracht in 1995.

## Levels
Alle levels in het spel zijn gebaseerd op een Godzillafilm. In elk level komen een aantal unieke personages voor uit een van de drie teams.
| Level | Gebaseerd op                         | Unieke personages                                                                 |
| ----- | ------------------------------------ | --------------------------------------------------------------------------------- |
| 1     | Godzilla vs. Gigan (1972)            | Godzilla, Anguirus (Godzilla’s team) King Ghidorah, Gigan (vijanden)              |
| 2     | Godzilla vs. King Ghidorah           | Godzilla (Godzilla) Super-X, Super-X2, Mothra, Mecha-King Ghidorah (G-Force team) |
| 3     | Godzilla vs. Mechagodzilla II (1993) | Godzilla, Fire Rodan (Godzilla) Garuda, Mechagodzilla (G-Force)                   |
| 4     | Godzilla vs. SpaceGodzilla (1994)    | Godzilla (Godzilla) Moguera (G-Force) SpaceGodzilla (Vijand)                      |
| 5     | Godzilla                             | Godzilla (Godzilla)                                                               |

Level 5 is een geheim level dat kan worden ontsloten door in de eerste vier levels een medaille te halen.

## Personages
In het spel komen drie teams van Kaiju voor: Godzilla’s team, het G-Force team, en een groep vijanden.

### Godzilla team
- Godzilla (Showa)
- Anguirus
- Godzilla (Heisei I)
- Godzilla (Heisei II)
- Fire Rodan
- Super Godzilla

### G-force Team
- Type 61 Tank
- F86F Saber Jet
- Missile Launcher Truck
- MLRS
- Atomic Heat Ray Gun
- Type 66 Maser Cannon
- DD-122 Hatsuyuki Class Destroyer
- Type 74 Tank
- F15J Jet
- AH-1S
- Type 75 MSSR
- MBT-92
- Super-X
- Super-X2
- Mecha-King Ghidorah
- Mothra
- Transport Vehicle
- ASTOL-MB93
- MBAW-93
- Garuda
- Mechagodzilla
- Super Mechagodzilla
- Moguera
- M24 Chaffee Tank
- Cargo Ship
- KV-107 II Helicopter

### Vijanden
- King Ghidorah
- Gigan
- SpaceGodzilla